# 胡天祐
胡天祐，JP（1985年—），香港公務員，現任元朗民政事務專員。他在2008年加入香港政府任職政務主任，及後曾於環境保護署及食物環境衞生署等部門任職。他在2016年時任葵青民政事務助理專員，兼任2016年立法會選舉的助理選舉主任，協助選舉主任羅應祺執行审查制度，立下香港歷史上首批因政見而被褫奪參選權的案例。

## 早年生活
胡天祐在1985年於英屬香港出生，並於2004年在沙田培英中學預科畢業，亦為該校在當屆入讀香港中文大學崇基學院中擁有最佳成績的考生。他在2008年於香港中文大學取得工商管理學學士學位，亦同時完成政治及公共行政学副修。

## 公務員生涯

### 生涯早期

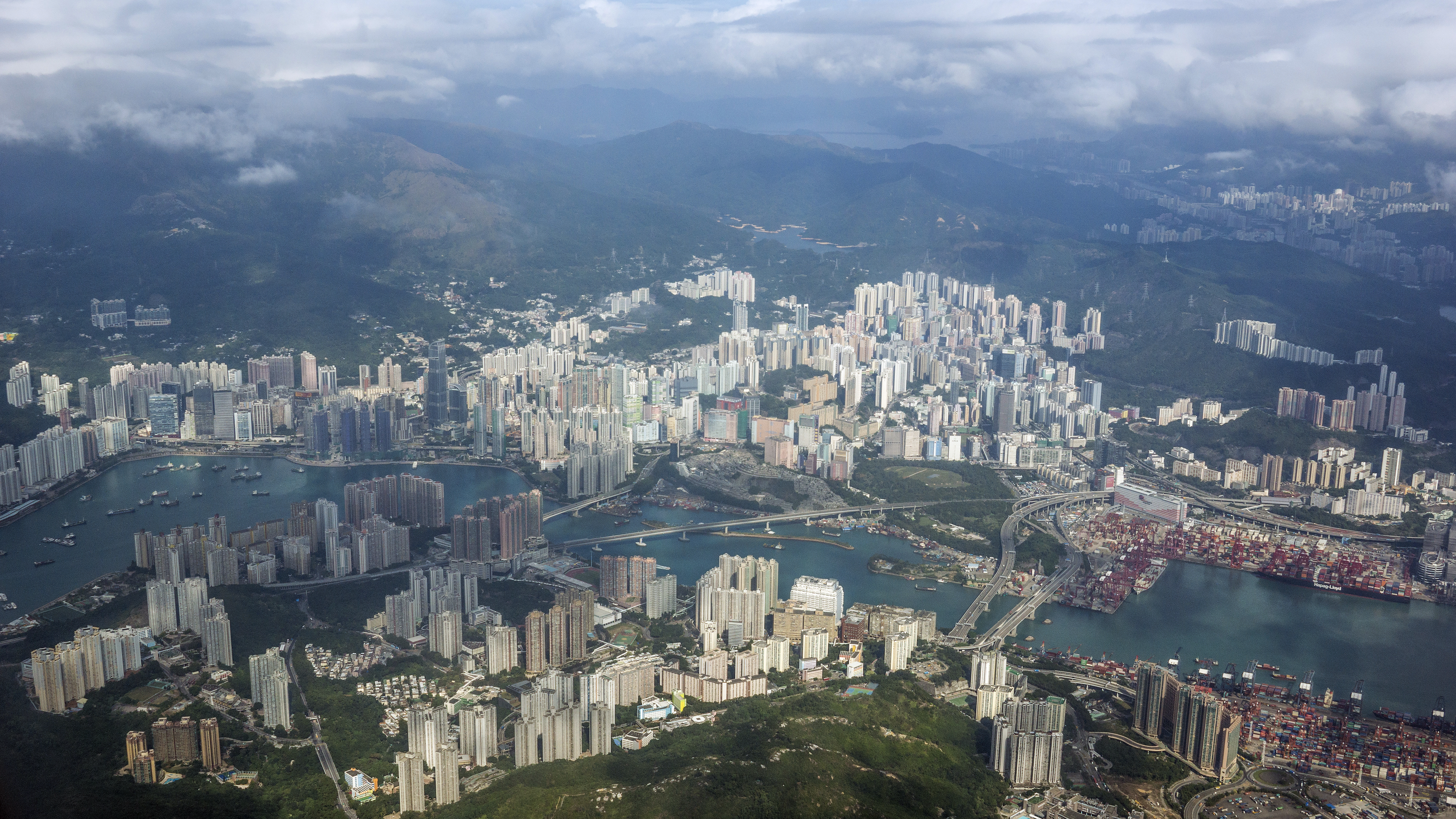
胡天祐曾擔任葵青民政事務助理專員

胡天祐在2008年大學畢業後隨即加入香港政府任職政務主任，並被派至政制及內地事務局擔任助理秘書長，負責選舉事務。在2010年起，他被派遣至環境保護署的廢物管理政策科出仕，任內曾多次負責修訂廢物處置條例。與此同時，在2013年1月至3月期間，他獲港府安排前往加利福尼亞大學柏克萊分校就讀公共行政課程。
及後，胡在2013年中被派往葵青民政事務處出任民政事務助理專員，擔任羅應祺的副手，至2017年中離任。他在任內與不同的政府部門合作，包括參與香港警務處的滅罪宣傳，及擔任香港消防處地區安全大使協會的顧問等。同時，他多次關注葵青區的少數族裔人士，以及參與地區親中組織活動。另外，他在任內亦多次出任助理選舉主任，包括在2016年立法會選舉中以新界西選區助理選舉主任身份向中出羊子發出及接收政治审查電郵，促成選舉主任羅應祺作出提名無效的裁決。他在離開葵青區後，獲調派至食物環境衞生署擔任高級政務主任，負責推展香港街市現代化及發展新公眾街市的措施。

### 民政事務專員
在2021年4月29日，胡天祐獲港府安排接替袁嘉諾擔任元朗民政事務專員，並在同月30日被委任為官守太平紳士。雖然港府因允許聚星樓旁邊興建臨時房屋而令屏山鄧氏關閉文物徑，但胡仍在2019冠狀病毒病第五波疫情時親自下區向清潔工派發抗疫物資，以緩和官民關係。及後，他亦參與管理區內新田的社區隔離設施。他在疫情下的服務備受讚許，因而在2022年7月27日於香港2022年度授勳及嘉獎名單上獲頒發行政長官公共服務獎狀。
胡在2023年8月獲逾千萬港元捐款籌備元朗關愛隊，更與香港中聯辦新界工作部副部長葉虎一同主禮成立儀式。在第六屆區議會會期完結前，他亦透過網絡會議聽取地區人士對區內交通、衛生、公共設施及街妓問題的意見及投訴。在2024年1月1日因改制成為區議會主席後，他除了解說港府政策回應區議會的投訴外，亦在區內籌辦配合香港夜繽紛項目的夜市市集，以及全民国家安全教育日活動等。

## 榮譽

### 嘉獎
- 行政長官公共服務獎狀（香港2022年度授勳及嘉獎名單；2022年7月27日）[23]

### 殊勳
- 官守太平紳士（J.P.）（2021年4月29日－）[17]

### 頭銜
- 胡天祐，JP（Gordon Wu Tin-yau, JP，2021年4月29日－）[17]

## 注脚
1. ↑  自2024年1月1日起，元朗民政事務專員兼任元朗區議會主席。
2. ↑  部分傳媒報導及政府文件誤寫為胡天佑[1][2][3]。